# Makoua
Makoua est une ville du département de la Cuvette en République du Congo, chef-lieu du district du même nom, qui comptait une vingtaine de milliers d'habitants en 2010, dont dix à douze mille pour la ville de Makoua en elle-même. Elle a la particularité d'être traversée par l'Équateur.

## Géographie
Le district de Makoua se trouve à 600 kilomètres environ de Brazzaville, la capitale du pays sur la route nationale 2 (qui relie celle-ci à Ouesso). Le tronçon Owando-Makoua-Mambili, long de 126 kilomètres, a été inauguré le 16 mai 2012 par le président Denis Sassou-Nguesso.
La ville se trouve sur la rive droite de la Likouala, à mi-chemin entre Etoumbi et Ntokou. Elle est reliée à la capitale régionale, Owando, située à une soixantaine de kilomètres au sud-sud-est. Il existe un aérodrome à proximité de Makoua, mais il n'est pas desservi par des vols réguliers.

## Histoire
La ville a été fondée comme poste de mission en 1933 par les spiritains, sous l'épiscopat de Mgr Guichard.